# Garganta de Platania
La garganta de Platania (en griego: Φαράγγι της Πλατάνια) es una garganta situada en las proximidades de la ciudad cretense de Platania, en el valle Amari, en el borde occidental del monte Ida. 
Famosa entre los aventureros, la región de la garganta es frecuentada por varias especies de pájaros, que la usan para nidificar. Además, muchas plantas típicas se pueden encontrar allí.
En ella se encuentra la denominada «cueva de Pan», llamada así en relación con el dios Pan de la mitología griega. En su interior se han encontrado pinturas rupestres que podrían pertenecer al periodo minoico, por lo que se ha sugerido que en este periodo tenía una función de cueva sagrada.